# Шипуниха (село)
Шипуниха — село в Третьяковском районе Алтайского края. Административный центр Шипунихинского сельсовета.

## История
Основано в 1725 году. В 1928 году село Шипуново состояло из 376 хозяйств, основное население — русские. В административном отношении являлось центром Шипуновского сельсовета Третьяковского района Рубцовского округа Сибирского края.

## Население
| 1926 | 1997 | 1998 | 1999 | 2000 | 2001 |
| ---- | ---- | ---- | ---- | ---- | ---- |
| 2129 | ↘816 | ↘799 | ↗819 | ↘794 | ↘778 |
| 2002 | 2003 | 2004 | 2005 | 2006 | 2007 |
| ↘727 | ↘695 | ↗720 | ↘712 | ↗730 | ↘696 |
| 2008 | 2009 | 2010 | 2011 | 2012 | 2013 |
| ↘694 | ↘637 | ↘547 | ↗548 | ↘537 | ↗539 |

## Улицы
| - ул. Береговая, - ул. Голованова, - ул. Заречная, | - ул. Луговская, - ул. Михайлова, - ул. Молодёжная, | - ул. Набережная, - ул. Нагорная, - ул. Садовая. |